# Szmikite
La szmikite est un minéral de la classe des sulfates, qui appartient au groupe de la kiesérite. Il est nommé d'après Ignaz Szmik, un responsable minier de la ville de Felsöbanya, en Roumanie.

## Caractéristiques
La szmikite est un sulfate de formule chimique MnSO4·H2O. Elle cristallise dans le système monoclinique dt on la trouve souvent sous forme d'efflorescences. Sa dureté sur l'échelle de Mohs est de 1,5.

## Classification
Selon la classification de Nickel-Strunz, la szmikite appartient à "07.CB: Sulfates (séléniates, etc.) sans anions additionnels, avec H2O, avec des cations de taille moyenne", avec les minéraux suivants : dwornikite, gunningite, kiesérite, poitevinite, szomolnokite, cobaltkiesérite, sandérite, bonattite, aplowite, boyléite, ilésite, rozénite, starkeyite, drobecite, cranswickite, chalcanthite, jôkokuite, pentahydrite, sidérotile, bianchite, chvaleticéite, ferrohexahydrite, hexahydrite, moorhouséite, nickelhexahydrite, retgersite, biebérite, boothite, mallardite, mélantérite, zinc-mélantérite, alpersite, epsomite, goslarite, morénosite, alunogène, méta-alunogène, aluminocoquimbite, coquimbite, paracoquimbite, rhomboclase, kornélite, quenstedtite, lausénite, lishizhénite, römerite, ransomite, apjohnite, bilinite, dietrichite, halotrichite, pickeringite, redingtonite, wupatkiite et méridianiite.

## Formation et gisements
Elle a été découverte dans la ville de Baia Sprie (Felsöbánya), dans le Județ de Maramureș en Roumanie. Elle a également été décrite en Suisse, en Italie, en France et en Autriche, en ce qui concerne le continent européen, et au Japon, en Australie et au Canada pour le reste du monde.